# Wlahar (Rembang)
Wlahar is een bestuurslaag in het regentschap Purbalingga van de provincie Midden-Java, Indonesië. Wlahar telt 3067 inwoners (volkstelling 2010).